# Келвін Матеус де Олівейра
Келвін Матеус де Олівейра (порт. Kelvin Mateus de Oliveira; нар. 1 червня 1993, Куритиба) — бразильський футболіст, півзахисник, нападник клубу «Порту». На умовах оренди грає за «Палмейрас».
Чемпіон Португалії. Дворазовий володар Суперкубка Португалії.

## Ігрова кар'єра
Народився 1 червня 1993 року в місті Куритиба. Вихованець футбольної школи клубу «Парана». Дорослу футбольну кар'єру розпочав 2010 року в основній команді того ж клубу, в якій провів один сезон, взявши участь у 15 матчах чемпіонату.
Своєю грою за цю команду привернув увагу скаутів португальського «Порту», який у червні 2011 року уклав контракт з 18-річним перспективним бразильцем. Перший досвід виступів в Європі Келвін здобув у клубі «Ріу-Аве», до складу якого перейшов на умовах оренди відразу ж після укладання контракту з «Порту». Відіграв за клуб з Віла-ду-Конді наступний сезон своєї ігрової кар'єри. Більшість часу, проведеного у складі «Ріу-Аве», був основним гравцем команди.
До складу «Порту» повернувся з оренди 2012 року. Протягом наступних двох з половиною сезонів відіграв за головну команду клуб з Порту лише 14 матчів в національному чемпіонаті.
На початку 2015 року повернувся на батьківщину, ставши на умовах оренди гравцем «Палмейраса».

## Титули і досягнення
- Чемпіон Португалії (1):

«Порту»: 2012-13
- Володар Суперкубка Португалії (2):

«Порту»: 2012, 2013
- Володар Кубка Бразилії (1):

«Палмейрас»: 2015